# Vicki Williams
Vicki Williams (Savannah, 21 de abril de 1956) es una luchadora profesional estadounidense retirada. 
Ganó el Campeonato Mundial en Parejas Femenino de la NWA tres veces junto a Joyce Grable. Formó parte de la WWF y en All Japan Women's Pro-Wrestling.

## Carrera en la lucha libre profesional
Durante un combate en junio de 1971, la luchadora enana Darlin Dagmar hizo equipo con Williams para derrotar a la luchadora enana Diamond Lil y Ann Casey. Al año siguiente, Williams fue contendiente al Campeonato Mundial Femenino de la NWA de The Fabulous Moolah, enfrentándose a ella por el título en Baltimore en mayo de 1972. En agosto, Moolah derrotó una vez más a Williams, con el título en juego, en el primer evento Superbowl of Wrestling.
El equipo de Williams y Joyce Grable ganó el Campeonato Mundial en Parejas Femenino de la NWA ante Donna Christanello y Toni Rose el 15 de octubre de 1973 en la ciudad de Nueva York. No fue hasta octubre de 1975 que Rose y Christanello recuperaron el título de manos de Grable y Williams.
Como parte de una cartelera de Jim Crockett Promotions, Williams se enfrentó una vez más a The Fabulous Moolah por el Campeonato Mundial Femenino, perdiendo ante Moolah el 30 de julio de 1976 en el Richmond Coliseum ante una audiencia de 11 000 personas. Ese mismo año, fue la tercera finalista del premio Luchadora del Año de Pro Wrestling Illustrated, perdiendo ante Sue Green. En agosto de 1979, el equipo de Grable y Williams derrotó a The Glamour Girls (Leilani Kai y Judy Martin) para comenzar su segundo reinado con el Campeonatos en Parejas Femenino de la NWA 
Williams también compitió en la Universal Wrestling Association de México, donde fue la primera Campeona Mundial Femenina de la UWA. Derrotó a Irma González el 6 de diciembre de 1979 para ganar el título por primera vez, pero lo perdió dos semanas después ante Estela Melina. Obtuvo el título dos veces más en 1980, perdiéndolo por última vez ante Chabela Romero.

## Campeonatos y logros
- Empresa Mexicana de Lucha Libre
  - Mexican National Women's Championship (2 veces)[8]
- National Wrestling Alliance
  - NWA Texas Women's Championship (1 vez)[9]
  - NWA World Women's Tag Team Championship (3 veces) con Joyce Grable
- Universal Wrestling Association
  - UWA World Women's Championship (3 veces)[10]